# Konami Bemani System 573 Digital
Konami Bemani System 573 Digital es una placa de arcade creada por Konami destinada a los salones arcade.

## Descripción
El Konami Bemani System 573 Digital fue lanzada por Konami en 1998. Esta placa está basada en la Konami System 573, que a su vez está basada en la consola PlayStation.
El sistema posee un procesador R3000A de 32 bit RISC a 33.8688MHz, y el audio lo gestionaba el Playstation SPU.
En esta placa funcionaron 45 títulos.

## Especificaciones técnicas

### Procesador
- R3000A 32 bit RISC processor, Clock - 33.8688MHz, Operating performance - 30 MIPS, Instruction Cache - 4KB 
  - BUS : 132 MB/sec.
  - OS ROM : 512 Kilobytes

### Audio
Chip de sonido
- - Playstation SPU, 24 Channels, 44.1KHz sample rate, PCM audio source, Digital effects include: Envelope, Looping, Digital Reverb, Load up to 512K of sampled waveforms, Supports MIDI Instruments.

### Memoria Ram
- 2 Mb.

### Tarjeta gráfica
- 360,000 polígonos/s, dibujado sprite/BG , frame buffer ajustable, No line restriction, 4,000 8x8 pixel sprites con escala y rotación individual , fondos simultáneos (Parallax scrolling)
  - Efectos de Sprite: Rotation, Scaling up/down, Warping, Transparency, Fading, Priority, Vertical and horizontal line scroll
  - 16.7 million colors, Unlimited CLUTs (Color Look-Up Tables)
  - otros : custom geometry engine, custom polygon engine, MJPEG decoder

### Video
- Resolución 256x224 - 740x480 pixeles

## Lista de videojuegos
- Dance Dance Revolution 3rdMIX
- Dance Dance Revolution 3rdMIX PLUS
- Dance Dance Revolution 3rdMIX Asian
- Dance Dance Revolution 3rdMIX Korea
- Dance Dance Revolution 3rdMIX Korea Ver.2
- Dance Dance Revolution 4thMIX
- Dance Dance Revolution 4thMIX PLUS
- Dance Dance Revolution 5th Mix
- DDRMAX -Dance Dance Revolution 6th Mix-
- DDRMAX2 -Dance Dance Revolution 7th Mix-
- DanceDanceRevolution EXTREME
- Dance Dance Revolution Solo 2000
- Dance Dance Revolution Solo 4thMIX
- Dance Dance Revolution Solo 4thMIX PLUS
- Dance Dance Revolution Solo Bass Mix
- Dance Dance Revolution USA
- Dance Freaks
- Dance ManiaX
- Dance ManiaX 2nd Mix
- Dance ManiaX 2nd Mix Append JParadise
- Dancing Stage Euromix
- Dancing Stage Euromix 2
- Dancing Stage Featuring Disney's Rave
- Dancing Stage Featuring Dreams Come True
- DrumMania
- DrumMania 2nd Mix / Percussion Freaks 2nd Mix
- DrumMania 3rd Mix / Percussion Freaks 3rd Mix
- DrumMania 4th Mix / Percussion Freaks 4th Mix
- DrumMania 5th Mix / Percussion Freaks 5th Mix
- DrumMania 6th Mix / Percussion Freaks 6th Mix
- DrumMania 7th Mix / Percussion Freaks 7th Mix
- DrumMania 8th Mix / Percussion Freaks 8th Mix
- DrumMania 9th Mix / Percussion Freaks 9th Mix
- DrumMania 10th Mix / Percussion Freaks 10th Mix
- Guitar Freaks 3rd Mix
- Guitar Freaks 4th Mix
- Guitar Freaks 5th Mix
- Guitar Freaks 6th Mix
- Guitar Freaks 7th Mix
- Guitar Freaks 8th Mix
- Guitar Freaks 9th Mix
- Guitar Freaks 10th Mix
- Guitar Freaks 11th Mix
- Mambo a Gogo
- Martial Beat